# 허드슨군

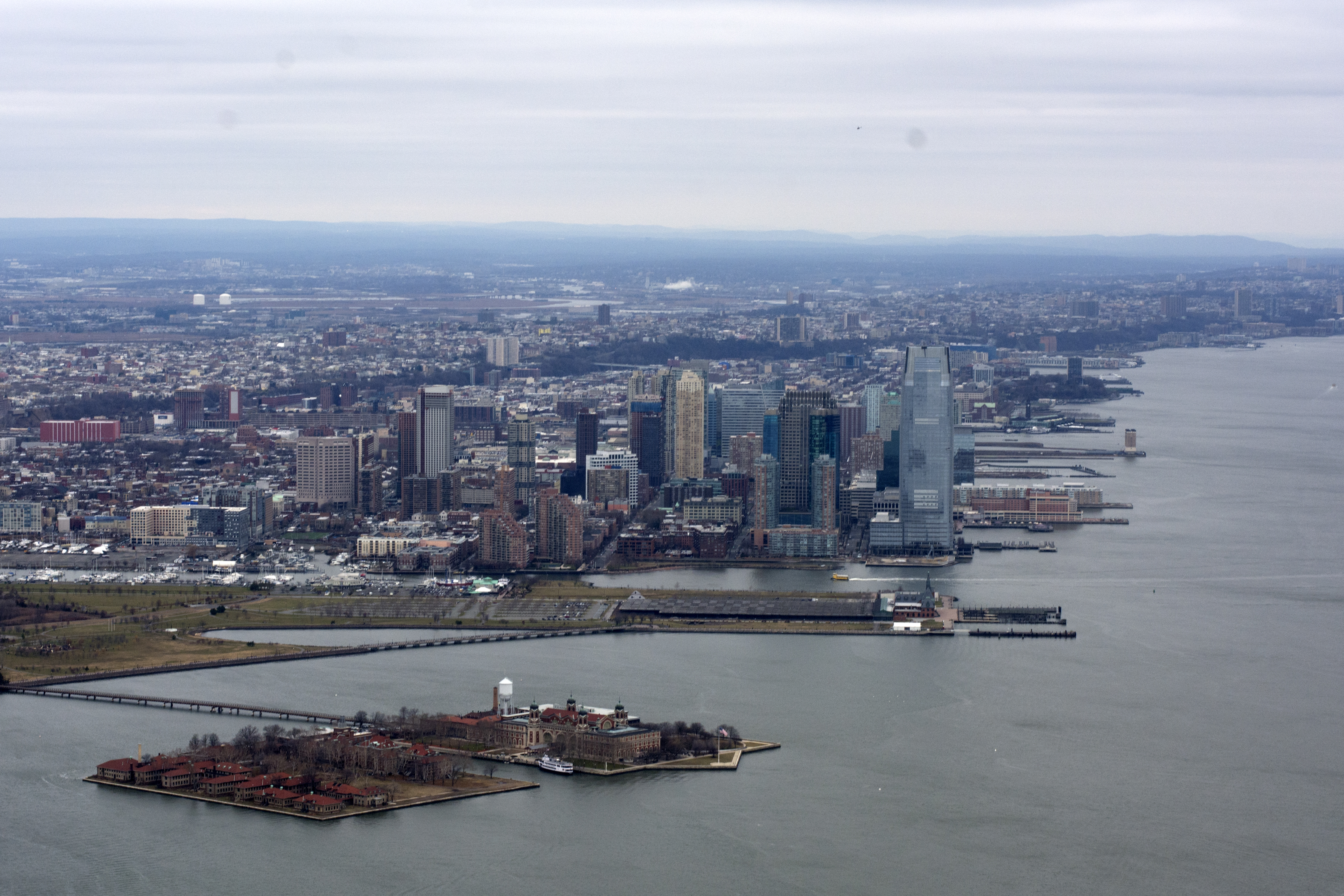
허드슨 워터프론트의 북쪽에서 바라본 모습

미국 뉴저지주 내에서의 위치

미국 뉴저지주의 위치

허드슨군 또는 허드슨 카운티(Hudson County)는 미국 뉴저지주의 군이다. 허드슨강 하류 서쪽에 위치해 있으며 지명은 1609년 이 지역을 탐구한 선장 헨리 허드슨의 이름을 땄다. 최대 도시이자 군청 소재지는 뉴저지주의 게이트웨이 리전의 일부인 뉴저지 시티이다.
2019년 인구 추산에 따르면 2010년과 비교하여 허드슨군은 뉴저지주에서 가장 빠르게 성장하는 군이다. 이 군의 인구 수는 672,391명이었으며 뉴저지주에서 4번째로 인구가 많이 붐비는 군이며 634,266명으로 계수된 2010년 인구조사 대비 9.0% 증가하였다. 2010년 수치는 2000년 인구조사 당시 인구 수 608,975명과 대비하여 25,291명(+4.2%) 증가한 것이다.

## 인구
| 인구조사                                               | 인구    | Note  | %±     |
| ------------------------------------------------------ | ------- | ----- | ------ |
| 1840년                                                 | 9,483   |       | —      |
| 1850년                                                 | 21,822  |       | 130.1% |
| 1860년                                                 | 62,717  |       | 187.4% |
| 1870년                                                 | 129,067 |       | 105.8% |
| 1880년                                                 | 187,944 |       | 45.6%  |
| 1890년                                                 | 275,126 |       | 46.4%  |
| 1900년                                                 | 386,048 |       | 40.3%  |
| 1910년                                                 | 537,231 |       | 39.2%  |
| 1920년                                                 | 629,154 |       | 17.1%  |
| 1930년                                                 | 690,730 |       | 9.8%   |
| 1940년                                                 | 652,040 |       | −5.6%  |
| 1950년                                                 | 647,437 |       | −0.7%  |
| 1960년                                                 | 610,734 |       | −5.7%  |
| 1970년                                                 | 607,839 |       | −0.5%  |
| 1980년                                                 | 556,972 |       | −8.4%  |
| 1990년                                                 | 553,099 |       | −0.7%  |
| 2000년                                                 | 608,975 |       | 10.1%  |
| 2010년                                                 | 634,266 |       | 4.2%   |
| 2019 (추산)                                            | 672,391 | [ 8 ] | 6.0%   |
| Historical sources: 1790-1990 1970-2010 2000 2010-2019 |         |       |        |